# Velká cena San Marina a Rimini silničních motocyklů 2024
Velká cena San Marina a Rimini 2024 (oficiálně Gran Premio Red Bull di San Marino e della Riviera di Rimini) byla třináctým závodním víkendem mistrovství světa silničních motocyklů 2024 kategorií MotoGP, Moto2 a Moto3 a osmý a také závěrečný závodní víkend kategorie MotoE. Konala se 6. - 8 září na okruhu Misano World Circuit Marco Simoncelli.

## Okruh
| Misano World Circuit Marco Simoncelli | Misano World Circuit Marco Simoncelli |
| ------------------------------------- | ------------------------------------- |
|                                       |                                       |
| Délka                                 | 4.226 km                              |
| Počet zatáček                         | 16                                    |

## Časový harmonogram
| Datum   | Třída  | Aktivita        | Start           |
| ------- | ------ | --------------- | --------------- |
| 6. září | MotoE  | Trénink 1       | 8:30 (15 min.)  |
| 6. září | Moto3  | Volný trénink   | 9.00 (35 min.)  |
| 6. září | Moto2  | Volný trénink   | 9:50 (40 min.)  |
| 6. září | MotoGP | Volný trénink 1 | 10:45 (45 min.) |
| 6. září | MotoE  | Trénink 2       | 12:40 (15 min.) |
| 6. září | Moto3  | Trénink 1       | 13:15 (50 min.) |
| 6. září | Moto2  | Trénink 1       | 14:05 (40 min.) |
| 6. září | MotoGP | Trénink         | 15:00 (60 min.) |
| 6. září | MotoE  | Kvalifikace 1   | 17:05 (10 min.) |
| 6. září | MotoE  | Kvalifikace 2   | 17:25 (10 min.) |
| 7. září | Moto3  | Trénink 2       | 8:40 (30 min.)  |
| 7. září | Moto2  | Trénink 2       | 9:25 (30 min.)  |
| 7. září | MotoGP | Volný trénink 2 | 10:10 (55 min.) |
| 7. září | MotoGP | Kvalifikace 1   | 10:50 (15 min.) |
| 7. září | MotoGP | Kvalifikace 2   | 11:15 (15 min.) |
| 7. září | MotoE  | 1. závod        | 12:15 (8 kol)   |
| 7. září | Moto3  | Kvalifikace 1   | 12:50 (15 min.) |
| 7. září | Moto3  | Kvalifikace 2   | 13:15 (15 min.) |
| 7. září | Moto2  | Kvalifikace 1   | 13:45 (15 min.) |
| 7. září | Moto2  | Kvalifikace 2   | 14:10 (15 min.) |
| 7. září | MotoGP | Sprint          | 15:00 (13 kol)  |
| 7. září | MotoE  | 2. závod        | 16:10 (8 kol)   |
| 8. září | MotoGP | Warm Up         | 9:40 (10 min.)  |
| 8. září | Moto3  | Závod           | 11:00 (20 kol)  |
| 8. září | Moto2  | Závod           | 12:15 (22 kol)  |
| 8. září | MotoGP | Závod           | 14:00 (27 kol)  |
| Zdroj:  |        |                 |                 |

## Startovní listina

### Změny

#### MotoGP
Stefan Bradl a Pol Espargaró jeli jako jezdci na divokou kartu.

#### Moto2
Mattia Pasini jel na divokou kartu.
Unai Orradre nahradil Álexe Escriga.

#### Moto3
Jako jezdec na divokou kartu jel rakouský jezdec Jakob Rosenthaler.
Po zranění se vrátili Taiyo Furusato a Luca Lunetta.
| #      | Jezdec                  | Tým                               | Motocykl                |
| MotoGP | MotoGP                  | MotoGP                            | MotoGP                  |
| ------ | ----------------------- | --------------------------------- | ----------------------- |
| 1      | Francesco Bagnaia       | Ducati Lenovo Team                | Ducati Desmosedici GP24 |
| 5      | Johann Zarco            | Castrol Honda LCR                 | Honda RC213V            |
| 6      | Stefan Bradl            | HRC Test Team                     | Honda RC213V            |
| 10     | Luca Marini             | Repsol Honda Team                 | Honda RC213V            |
| 12     | Maverick Viñales        | Aprilia Racing                    | Aprilia RS-GP24         |
| 20     | Fabio Quartararo        | Monster Energy Yamaha MotoGP Team | Yamaha YZR-M1           |
| 21     | Franco Morbidelli       | Prima Pramac Racing               | Ducati Desmosedici GP24 |
| 23     | Enea Bastianini         | Ducati Lenovo Team                | Ducati Desmosedici GP24 |
| 25     | Raúl Fernández          | Trackhouse Racing                 | Aprilia RS-GP23         |
| 30     | Takaaki Nakagami        | Castrol Honda LCR                 | Honda RC213V            |
| 31     | Pedro Acosta            | Red Bull GasGas Tech3             | KTM RC16                |
| 33     | Brad Binder             | Red Bull KTM Factory Racing       | KTM RC16                |
| 36     | Joan Mir                | Repsol Honda Team                 | Honda RC213V            |
| 37     | Augusto Fernández       | Red Bull GasGas Tech3             | KTM RC16                |
| 41     | Aleix Espargaró         | Aprilia Racing                    | Aprilia RS-GP24         |
| 42     | Álex Rins               | Monster Energy Yamaha MotoGP Team | Yamaha YZR-M1           |
| 43     | Jack Miller             | Red Bull KTM Factory Racing       | KTM RC16                |
| 44     | Pol Espargaró           | Red Bull KTM Factory Racing       | KTM RC16                |
| 49     | Fabio Di Giannantonio   | Pertamina Enduro VR46 Racing Team | Ducati Desmosedici GP23 |
| 72     | Marco Bezzecchi         | Pertamina Enduro VR46 Racing Team | Ducati Desmosedici GP23 |
| 73     | Álex Márquez            | Gresini Racing MotoGP             | Ducati Desmosedici GP23 |
| 88     | Miguel Oliveira         | Trackhouse Racing                 | Aprilia RS-GP24         |
| 89     | Jorge Martín            | Prima Pramac Racing               | Ducati Desmosedici GP24 |
| 93     | Marc Márquez            | Gresini Racing MotoGP             | Ducati Desmosedici GP23 |
| Moto2  |                         |                                   |                         |
| #      | Jezdec                  | Tým                               | Motocykl                |
| 3      | Sergio García           | MT Helmets - MSi                  | Boscoscuro B-24         |
| 5      | Jaume Masià             | Preicanos Racing Team             | Kalex Moto2             |
| 7      | Barry Baltus            | RW-Idrofoglia Racing GP           | Kalex Moto2             |
| 9      | Jorge Navarro           | Klint Forward Factory Team        | Forward F2              |
| 10     | Diogo Moreira           | Italtrans Racing Team             | Kalex Moto2             |
| 12     | Filip Salač             | Elf Marc VDS Racing Team          | Kalex Moto2             |
| 13     | Celestino Vietti        | Red Bull KTM Ajo                  | Kalex Moto2             |
| 14     | Tony Arbolino           | Elf Marc VDS Racing Team          | Kalex Moto2             |
| 15     | Darryn Binder           | Liqui Moly Husqvarna Intact GP    | Kalex Moto2             |
| 16     | Joe Roberts             | OnlyFans American Racing Team     | Kalex Moto2             |
| 18     | Manuel González         | QJmotor Gresini Moto2             | Kalex Moto2             |
| 19     | Mattia Pasini           | Speed Up Racing                   | Boscoscuro B-24         |
| 20     | Xavi Cardelús           | Fantic Racing                     | Kalex Moto2             |
| 21     | Alonso López            | Speed Up Racing                   | Boscoscuro B-24         |
| 22     | Ayumu Sasaki            | Yamaha VR46 Master Camp Team      | Kalex Moto2             |
| 24     | Marcos Ramírez          | OnlyFans American Racing Team     | Kalex Moto2             |
| 28     | Izan Guevara            | CFMoto Aspar Team                 | Kalex Moto2             |
| 34     | Mario Aji               | Idemitsu Honda Team Asia          | Kalex Moto2             |
| 35     | Somkiat Chantra         | Idemitsu Honda Team Asia          | Kalex Moto2             |
| 40     | Unai Orradre            | Klint Forward Factory Team        | Forward F2              |
| 43     | Xavier Artigas          | Klint Forward Factory Team        | Forward F2              |
| 44     | Arón Canet              | Fantic Racing                     | Kalex Moto2             |
| 52     | Jeremy Alcoba           | Yamaha VR46 Master Camp Team      | Kalex Moto2             |
| 53     | Deniz Öncü              | Red Bull KTM Ajo                  | Kalex Moto2             |
| 54     | Fermín Aldeguer         | Speed Up Racing                   | Boscoscuro B-24         |
| 64     | Bo Bendsneyder          | Preicanos Racing Team             | Kalex Moto2             |
| 71     | Dennis Foggia           | Italtrans Racing Team             | Kalex Moto2             |
| 75     | Albert Arenas           | QJmotor Gresini Moto2             | Kalex Moto2             |
| 79     | Ai Ogura                | MT Helmets - MSi                  | Boscoscuro B-24         |
| 81     | Senna Agius             | Liqui Moly Husqvarna Intact GP    | Kalex Moto2             |
| 84     | Zonta van den Goorbergh | RW-Idrofoglia Racing GP           | Kalex Moto2             |
| 96     | Jake Dixon              | CFMoto Aspar Team                 | Kalex Moto2             |
| Moto3  |                         |                                   |                         |
| #      | Jezdec                  | Tým                               | Motocykl                |
| 5      | Tatchakorn Buasri       | Honda Team Asia                   | Honda NSF250RW          |
| 6      | Ryusei Yamanaka         | MT Helmets -MSi                   | KTM RC250GP             |
| 7      | Filippo Farioli         | Sic58 Squadra Corse               | Honda NSF250RW          |
| 10     | Nicola Carraro          | LevelUp - MTA                     | KTM RC250GP             |
| 12     | Jacob Roulstone         | Red Bull GasGas Tech3             | Gas Gas RC250GP         |
| 18     | Matteo Bertelle         | Rivacold Snipers Team             | Honda NSF250RW          |
| 19     | Scott Ogden             | MLav Racing                       | Honda NSF250RW          |
| 21     | Vicente Pérez           | Red Bull KTM Ajo                  | KTM RC250GP             |
| 22     | David Almansa           | Rivacold Snipers Team             | Honda NSF250RW          |
| 24     | Tatsuki Suzuki          | Liqui Moly Husqvarna Intact GP    | Husqvarna FR250GP       |
| 31     | Adrián Fernández        | Leopard Racing                    | Honda NSF250RW          |
| 34     | Jakob Rosenthaler       | Liqui Moly Husqvarna Intact GP    | Husqvarna FR250GP       |
| 36     | Ángel Piqueras          | Leopard Racing                    | Honda NSF250RW          |
| 48     | Iván Ortolá             | MT Helmets - MSi                  | KTM RC250GP             |
| 54     | Riccardo Rossi          | CIP Green Power                   | KTM RC250GP             |
| 55     | Noah Dettwiler          | CIP Green Power                   | KTM RC250GP             |
| 58     | Luca Lunetta            | Sic58 Squadra Corse               | Honda NSF250RW          |
| 64     | David Muñoz             | Boé Motorsports                   | KTM RC250GP             |
| 66     | Joel Kelso              | Boé Motorsports                   | KTM RC250GP             |
| 72     | Taiyo Furusato          | Honda Team Asia                   | Honda NSF250RW          |
| 78     | Joel Esteban            | CFMoto Aspar Team                 | CFMoto Moto3            |
| 80     | David Alonso            | CFMoto Aspar Team                 | CFMoto Moto3            |
| 82     | Stefano Nepa            | LevelUp - MTA                     | KTM RC250GP             |
| 85     | Xabi Zurutuza           | Red Bull KTM Ajo                  | KTM RC250GP             |
| 95     | Collin Veijer           | Liqui Moly Husqvarna Intact GP    | Husqvarna FR250GP       |
| 96     | Daniel Holgado          | Red Bull Gas Gas Tech3            | Gas Gas RC250GP         |
| 99     | José Antonio Rueda      | Red Bull KTM Ajo                  | KTM RC250GP             |
| MotoE  |                         |                                   |                         |
| #      | Jezdec                  | Tým                               | Motocykl                |
| 3      | Lukas Tulovic           | Dynavolt Intact GP MotoE          | Ducati V21L             |
| 4      | Héctor Garzó            | Dynavolt Intact GP MotoE          | Ducati V21L             |
| 6      | Maria Herrera           | Klint Forward Factory Team        | Ducati V21L             |
| 7      | Chaz Davies             | Aruba Cloud MotoE Racing Team     | Ducati V21L             |
| 9      | Andrea Mantovani        | Klint Forward Factory Team        | Ducati V21L             |
| 11     | Matteo Ferrari          | Felo Gresini MotoE                | Ducati V21L             |
| 21     | Kevin Zannoni           | Openbank Aspar Team               | Ducati V21L             |
| 29     | Nicholas Spinelli       | Tech3 E-Racing                    | Ducati V21L             |
| 34     | Kevin Manfredi          | Ongetta Sic58 Squadra Corse       | Ducati V21L             |
| 40     | Mattia Casadei          | LCR E-Team                        | Ducati V21L             |
| 51     | Eric Granado            | LCR E-Team                        | Ducati V21L             |
| 55     | Massimo Roccoli         | Ongetta Sic58 Squadra Corse       | Ducati V21L             |
| 61     | Alessandro Zaccone      | Tech3 E-Racing                    | Ducati V21L             |
| 72     | Alessio Finello         | Felo Gresini MotoE                | Ducati V21L             |
| 77     | Miquel Pons             | Axxis – MSI                       | Ducati V21L             |
| 80     | Armando Pontone         | Aruba Cloud MotoE Racing Team     | Ducati V21L             |
| 81     | Jordi Torres            | Openbank Aspar Team               | Ducati V21L             |
| 99     | Oscar Gutiérrez         | Axxis – MSI                       | Ducati V21L             |

## MotoGP

### Kvalifikace
| *                                                 | *                                                      | *                                                 |
| _______1_______ Francesco Bagnaia Ducati 1:30.304 |                                                        |                                                   |
|                                                   | _______2_______ Franco Morbidelli Ducati 1:30.589      |                                                   |
|                                                   |                                                        | _______3_______ Marco Bezzecchi Ducati 1:30.609   |
| _______4_______ Jorge Martín Ducati 1:30.645      |                                                        |                                                   |
|                                                   | _______5_______ Pedro Acosta KTM 1:30.656              |                                                   |
|                                                   |                                                        | _______6_______ Brad Binder KTM 1:30.748          |
| _______7_______ Álex Márquez Ducati 1:30.878      |                                                        |                                                   |
|                                                   | _______8_______ Enea Bastianini Ducati 1:30.900        |                                                   |
|                                                   |                                                        | _______9_______ Marc Márquez Ducati 1:30.929      |
| _______10_______ Fabio Quartararo Yamaha 1:31.054 |                                                        |                                                   |
|                                                   | _______11_______ Maverick Viñales Aprilia 1:31.155     |                                                   |
|                                                   |                                                        | _______12_______ Jack Miller KTM 1:31.202         |
| _______13_______ Aleix Espargaró Aprilia 1:31.101 |                                                        |                                                   |
|                                                   | _______14_______ Fabio Di Giannantonio Ducati 1:31.260 |                                                   |
|                                                   |                                                        | _______15_______ Pol Espargaró KTM 1:31.471       |
| _______16_______ Johann Zarco Honda 1:31.485      |                                                        |                                                   |
|                                                   | _______17_______ Augusto Fernández KTM 1:31.538        |                                                   |
|                                                   |                                                        | _______18_______ Miguel Oliveira Aprilia 1:31.543 |
| _______19_______ Raúl Fernández Aprilia 1:31.591  |                                                        |                                                   |
|                                                   | _______20_______ Álex Rins Yamaha 1:31.721             |                                                   |
|                                                   |                                                        | _______21_______ Luca Marini Honda 1:31.923       |
| _______22_______ Takaaki Nakagami Honda 1:32.071  |                                                        |                                                   |
|                                                   | _______23_______ Stefan Bradl Honda 1:32.972           |                                                   |
| ------------------------------------------------- | ------------------------------------------------------ | ------------------------------------------------- |

Zdroj

### Sprint
| Pozice | Jezdec                | Motocykl | Kola | Čas                       | Body |
| ------ | --------------------- | -------- | ---- | ------------------------- | ---- |
| 1      | Jorge Martín          | Ducati   | 13   | 19:56.502                 | 12   |
| 2      | Francesco Bagnaia     | Ducati   | 13   | +1.495                    | 9    |
| 3      | Franco Morbidelli     | Ducati   | 13   | +1.832                    | 7    |
| 4      | Enea Bastianini       | Ducati   | 13   | +2.041                    | 6    |
| 5      | Marc Márquez          | Ducati   | 13   | +6.469                    | 5    |
| 6      | Pedro Acosta          | KTM      | 13   | +6.796                    | 4    |
| 7      | Brad Binder           | KTM      | 13   | +9.979                    | 3    |
| 8      | Jack Miller           | KTM      | 13   | +10.726                   | 2    |
| 9      | Fabio Quartararo      | Yamaha   | 13   | +11.015                   | 1    |
| 10     | Álex Márquez          | Ducati   | 13   | +11.352                   |      |
| 11     | Maverick Viñales      | Aprilia  | 13   | +11.658                   |      |
| 12     | Aleix Espargaró       | Aprilia  | 13   | +12.083                   |      |
| 13     | Johann Zarco          | Honda    | 13   | +21.119                   |      |
| 14     | Pol Espargaró         | KTM      | 13   | +21.542                   |      |
| 15     | Miguel Oliveira       | Aprilia  | 13   | +21.995                   |      |
| 16     | Augusto Fernández     | KTM      | 13   | +23.442                   |      |
| 17     | Raúl Fernández        | Aprilia  | 13   | +24.280                   |      |
| 18     | Luca Marini           | Honda    | 13   | +24.747                   |      |
| 19     | Álex Rins             | Yamaha   | 13   | +24.873                   |      |
| 20     | Takaaki Nakagami      | Honda    | 13   | +25.154                   |      |
| DNF    | Fabio Di Giannantonio | Ducati   | 6    | Technický problém po pádu |      |
| DNF    | Marco Bezzecchi       | Ducati   | 4    | Pád                       |      |
| DNF    | Stefan Bradl          | Honda    | 2    | Technický problém         |      |
| Zdroj  |                       |          |      |                           |      |

### Závod
| Pozice | Jezdec                | Motocykl | Kola | Čas               | Body |
| ------ | --------------------- | -------- | ---- | ----------------- | ---- |
| 1      | Marc Márquez          | Ducati   | 27   | 41:52.083         | 25   |
| 2      | Francesco Bagnaia     | Ducati   | 27   | +3.102            | 20   |
| 3      | Enea Bastianini       | Ducati   | 27   | +5.428            | 16   |
| 4      | Brad Binder           | KTM      | 27   | +14.185           | 13   |
| 5      | Marco Bezzecchi       | Ducati   | 27   | +16.725           | 11   |
| 6      | Álex Márquez          | Ducati   | 27   | +17.582           | 10   |
| 7      | Fabio Quartararo      | Yamaha   | 27   | +17.642           | 9    |
| 8      | Jack Miller           | KTM      | 27   | +19.327           | 8    |
| 9      | Fabio Di Giannantonio | Ducati   | 27   | +27.946           | 7    |
| 10     | Pol Espargaró         | KTM      | 27   | +38.781           | 6    |
| 11     | Miguel Oliveira       | Aprilia  | 27   | +46.386           | 5    |
| 12     | Johann Zarco          | Honda    | 27   | +1:02.637         | 4    |
| 13     | Takaaki Nakagami      | Honda    | 27   | +1:10.717         | 3    |
| 14     | Stefan Bradl          | Honda    | 27   | +1:17.547         | 2    |
| 15     | Jorge Martín          | Ducati   | 26   | +1 kolo           | 1    |
| 16     | Maverick Viñales      | Aprilia  | 26   | +1 kolo           |      |
| 17     | Pedro Acosta          | KTM      | 26   | +1 kolo           |      |
| 18     | Raúl Fernández        | Aprilia  | 26   | +1 kolo           |      |
| 19     | Álex Rins             | Yamaha   | 26   | +1 kolo           |      |
| DNF    | Aleix Espargaró       | Aprilia  | 14   | Technický problém |      |
| DNF    | Franco Morbidelli     | Ducati   | 6    | Pád               |      |
| DNF    | Augusto Fernández     | KTM      | 6    | Pád               |      |
| Zdroj  |                       |          |      |                   |      |

### Stav mistrovství po závodě
| 1 | Jorge Martín      | 312 | 1 | Ducati  | 463 | 1 | Ducati Lenovo Team          | 555 |
| 2 | Francesco Bagnaia | 305 | 2 | KTM     | 234 | 2 | Prima Pramac Racing         | 402 |
| 3 | Marc Márquez      | 259 | 3 | Aprilia | 224 | 3 | Gresini Racing MotoGP       | 373 |
| 4 | Enea Bastianini   | 250 | 4 | Yamaha  | 72  | 4 | Aprilia Racing              | 258 |
| 5 | Brad Binder       | 161 | 5 | Honda   | 37  | 5 | Red Bull KTM Factory Racing | 219 |

## Moto2

### Kvalifikace
| *                                                       | *                                                  | *                                                  |
| _______1_______ Tony Arbolino Kalex 1:35.229            |                                                    |                                                    |
|                                                         | _______2_______ Celestino Vietti Kalex 1:35.240    |                                                    |
|                                                         |                                                    | _______3_______ Ai Ogura Boscoscuro 1:35.419       |
| _______4_______ Arón Canet Kalex 1:35.466               |                                                    |                                                    |
|                                                         | _______5_______ Diogo Moreira Kalex 1:35.521       |                                                    |
|                                                         |                                                    | _______6_______ Albert Arenas Kalex 1:35.538       |
| _______7_______ Joe Roberts Kalex 1:35.650              |                                                    |                                                    |
|                                                         | _______8_______ Alonso López Boscoscuro 1:35.650   |                                                    |
|                                                         |                                                    | _______9_______ Manuel González Kalex 1:35.805     |
| _______10_______ Fermín Aldeguer Boscoscuro 1:35.810    |                                                    |                                                    |
|                                                         | _______11_______ Filip Salač Kalex 1:35.841        |                                                    |
|                                                         |                                                    | _______12_______ Marcos Ramírez Kalex 1:35.922     |
| _______13_______ Deniz Öncü Kalex 1:35.967              |                                                    |                                                    |
|                                                         | _______14_______ Jake Dixon Kalex 1:35.999         |                                                    |
|                                                         |                                                    | _______15_______ Bo Bendsneyder Kalex 1:36.014     |
| _______16_______ Senna Agius Kalex 1:36.073             |                                                    |                                                    |
|                                                         | _______17_______ Ayumu Sasaki Kalex 1:36.275       |                                                    |
|                                                         |                                                    | _______18_______ Dennis Foggia Kalex 1:35.705      |
| _______19_______ Zonta van den Goorbergh Kalex 1:36.001 |                                                    |                                                    |
|                                                         | _______20_______ Barry Baltus Kalex 1:36.045       |                                                    |
|                                                         |                                                    | _______21_______ Jeremy Alcoba Kalex 1:36.056      |
| _______22_______ Somkiat Chantra Kalex 1:36.103         |                                                    |                                                    |
|                                                         | _______23_______ Mattia Pasini Boscoscuro 1:36.122 |                                                    |
|                                                         |                                                    | _______24_______ Sergio García Boscoscuro 1:36.168 |
| _______25_______ Darryn Binder Kalex 1:36.176           |                                                    |                                                    |
|                                                         | _______26_______ Izan Guevara Kalex 1:36.388       |                                                    |
|                                                         |                                                    | _______27_______ Jaume Masià Kalex 1:36.542        |
| _______28_______ Mario Aji Kalex 1:36.977               |                                                    |                                                    |
|                                                         | _______29_______ Xavi Cardelús Kalex 1:37.478      |                                                    |
|                                                         |                                                    | _______30_______ Unai Orradre Forward 1:37.818     |
| _______31_______ Xavier Artigas Forward 1:38.242        |                                                    |                                                    |
| ------------------------------------------------------- | -------------------------------------------------- | -------------------------------------------------- |

Zdroj:

### Závod
| Pozice | Jezdec                  | Motocykl   | Kola | Čas               | Body |
| ------ | ----------------------- | ---------- | ---- | ----------------- | ---- |
| 1      | Ai Ogura                | Boscoscuro | 22   | 35:26.583         | 25   |
| 2      | Arón Canet              | Kalex      | 22   | +0.609            | 20   |
| 3      | Tony Arbolino           | Kalex      | 22   | +4.639            | 16   |
| 4      | Manuel González         | Kalex      | 22   | +6.948            | 13   |
| 5      | Jake Dixon              | Kalex      | 22   | +10.863           | 11   |
| 6      | Fermín Aldeguer         | Boscoscuro | 22   | +12.642           | 10   |
| 7      | Filip Salač             | Kalex      | 22   | +13.524           | 9    |
| 8      | Diogo Moreira           | Kalex      | 22   | +15.002           | 8    |
| 9      | Albert Arenas           | Kalex      | 22   | +15.970           | 7    |
| 10     | Darryn Binder           | Kalex      | 22   | +16.032           | 6    |
| 11     | Senna Agius             | Kalex      | 22   | +16.634           | 5    |
| 12     | Sergio García           | Boscoscuro | 22   | +17.939           | 4    |
| 13     | Joe Roberts             | Kalex      | 22   | +20.560           | 3    |
| 14     | Somkiat Chantra         | Kalex      | 22   | +20.943           | 2    |
| 15     | Marcos Ramírez          | Kalex      | 22   | +21.308           | 1    |
| 16     | Ayumu Sasaki            | Kalex      | 22   | +24.708           |      |
| 17     | Jeremy Alcoba           | Kalex      | 22   | +24.787           |      |
| 18     | Barry Baltus            | Kalex      | 22   | +25.936           |      |
| 19     | Deniz Öncü              | Kalex      | 22   | +26.807           |      |
| 20     | Bo Bendsneyder          | Kalex      | 22   | +27.123           |      |
| 21     | Izan Guevara            | Kalex      | 22   | +30.171           |      |
| 22     | Dennis Foggia           | Kalex      | 22   | +36.352           |      |
| 23     | Zonta van den Goorbergh | Kalex      | 22   | +36.526           |      |
| 24     | Jaume Masià             | Kalex      | 22   | +37.046           |      |
| 25     | Mario Aji               | Kalex      | 22   | +38.225           |      |
| 26     | Xavier Artigas          | Forward    | 22   | +55.095           |      |
| 27     | Xavi Cardelús           | Kalex      | 22   | +56.207           |      |
| 28     | Unai Orradre            | Forward    | 22   | +1:05.082         |      |
| 29     | Alonso López            | Boscoscuro | 20   | +2 kola           |      |
| DNF    | Celestino Vietti        | Kalex      | 19   | Pád               |      |
| DNF    | Mattia Pasini           | Boscoscuro | 14   | Technický problém |      |
| Zdroj  |                         |            |      |                   |      |

### Stav mistrovství po závodě
| 1 | Ai Ogura      | 175 | 1 | Boscoscuro             | 275 | 1 | MT Helmets – MSi              | 341 |
| 2 | Sergio García | 166 | 2 | Kalex                  | 267 | 2 | MB Conveyors Speed Up         | 255 |
| 3 | Joe Roberts   | 133 | 3 | Forward                | 6   | 3 | OnlyFans American Racing Team | 198 |
| 4 | Alonso López  | 133 |   |                        |     | 4 | QJmotor Gresini Moto2         | 178 |
| 5 | Jake Dixon    | 130 | 5 | CFMoto Inde Aspar Team | 155 |   |                               |     |

## Moto3

### Kvalifikace
| *                                               | *                                                  | *                                                     |
| _______1_______ David Alonso CFMoto 1:40.505    |                                                    |                                                       |
|                                                 | _______2_______ Luca Lunetta Honda 1:40.922        |                                                       |
|                                                 |                                                    | _______3_______ Iván Ortolá KTM 1:40.940              |
| _______4_______ Ángel Piqueras Honda 1:40.950   |                                                    |                                                       |
|                                                 | _______5_______ Collin Veijer Husqvarna 1:40.959   |                                                       |
|                                                 |                                                    | _______6_______ Joel Kelso KTM 1:41.012               |
| _______7_______ Daniel Holgado Gas Gas 1:41.028 |                                                    |                                                       |
|                                                 | _______8_______ Adrián Fernández Honda 1:41.106    |                                                       |
|                                                 |                                                    | _______9_______ Taiyo Furusato Honda 1:41.204         |
| _______10_______ Stefano Nepa KTM 1:41.211      |                                                    |                                                       |
|                                                 | _______11_______ Filippo Farioli Honda 1:41.235    |                                                       |
|                                                 |                                                    | _______12_______ José Antonio Rueda KTM 1:41.293      |
| _______13_______ Ryusei Yamanaka KTM 1:41.307   |                                                    |                                                       |
|                                                 | _______14_______ David Muñoz KTM 1:41.331          |                                                       |
|                                                 |                                                    | _______15_______ Riccardo Rossi KTM 1:41.331          |
| _______16_______ Matteo Bertelle Honda 1:41.345 |                                                    |                                                       |
|                                                 | _______17_______ Jacob Roulstone Gas Gas 1:41.390  |                                                       |
|                                                 |                                                    | _______18_______ Vicente Pérez Honda 1:42.454         |
| _______19_______ David Almansa Honda 1:42.030   |                                                    |                                                       |
|                                                 | _______20_______ Scott Ogden Honda 1:42.075        |                                                       |
|                                                 |                                                    | _______21_______ Nicola Carraro KTM 1:42.220          |
| _______22_______ Xabi Zurutuza KTM 1:42.243     |                                                    |                                                       |
|                                                 | _______23_______ Tatsuki Suzuki Husqvarna 1:42.274 |                                                       |
|                                                 |                                                    | _______24_______ Joel Esteban CFMoto 1:42.692         |
| _______25_______ Noah Dettwiler KTM 1:43.318    |                                                    |                                                       |
|                                                 | _______26_______ Tatchakorn Buasri Honda 1:43.325  |                                                       |
|                                                 |                                                    | _______27_______ Jakob Rosenthaler Husqvarna 1:43.686 |
| ----------------------------------------------- | -------------------------------------------------- | ----------------------------------------------------- |

Zdroj:

### Závod
| Pozice | Jezdec             | Motocykl  | Kola | Čas       | Body |
| ------ | ------------------ | --------- | ---- | --------- | ---- |
| 1      | Ángel Piqueras     | Honda     | 20   | 34:02.766 | 25   |
| 2      | Daniel Holgado     | Gas Gas   | 20   | +0.035    | 20   |
| 3      | Iván Ortolá        | KTM       | 20   | +0.226    | 16   |
| 4      | Taiyo Furusato     | Honda     | 20   | +0.259    | 13   |
| 5      | Collin Veijer      | Husqvarna | 20   | +0.491    | 11   |
| 6      | Joel Kelso         | KTM       | 20   | +0.977    | 10   |
| 7      | David Alonso       | CFMoto    | 20   | +0.596*   | 9    |
| 8      | Tatsuki Suzuki     | Husqvarna | 20   | +3.756    | 8    |
| 9      | Luca Lunetta       | Honda     | 20   | +6.789    | 7    |
| 10     | Filippo Farioli    | Honda     | 20   | +8.088    | 6    |
| 11     | David Almansa      | Honda     | 20   | +8.122    | 5    |
| 12     | Jacob Roulstone    | Gas Gas   | 20   | +8.400    | 4    |
| 13     | Adrián Fernández   | Honda     | 20   | +9.366    | 3    |
| 14     | Stefano Nepa       | KTM       | 20   | +9.911    | 2    |
| 15     | Scott Ogden        | Honda     | 20   | +11.067   | 1    |
| 16     | Nicola Carraro     | KTM       | 20   | +17.122   |      |
| 17     | Ryusei Yamanaka    | KTM       | 20   | +30.484   |      |
| 18     | Xabi Zurutuza      | KTM       | 20   | +32.041   |      |
| 19     | Jakob Rosenthaler  | Husqvarna | 20   | +32.138   |      |
| 20     | Noah Dettwiler     | KTM       | 20   | +38.080   |      |
| 21     | Tatchakorn Buasri  | Honda     | 20   | +38.148   |      |
| 22     | Joel Esteban       | CFMoto    | 20   | +43.960   |      |
| DNF    | Matteo Bertelle    | Honda     | 16   | Pád       |      |
| DNF    | Vicente Pérez      | Honda     | 16   | Pád       |      |
| DNF    | José Antonio Rueda | KTM       | 0    | Pád       |      |
| DNF    | David Muñoz        | KTM       | 0    | Pád       |      |
| DNF    | Riccardo Rossi     | KTM       | 0    | Pád       |      |
| Zdroj  |                    |           |      |           |      |

*Penalizace poklesu jednoho místa z důvodu porušení limitů tratě v posledním kole.

### Stav mistrovství po závodě
| 1 | David Alonso   | 246 | 1 | CFMoto    | 246 | 1 | CFMoto Valresa Aspar Team      | 288 |
| 2 | Daniel Holgado | 173 | 2 | KTM       | 240 | 2 | MT Helmets – MSi               | 258 |
| 3 | Iván Ortolá    | 173 | 3 | Husqvarna | 190 | 3 | Liqui Moly Husqvarna Intact GP | 231 |
| 4 | Collin Veijer  | 173 | 4 | Gas Gas   | 181 | 4 | Red Bull GasGas Tech3          | 226 |
| 5 | David Muñoz    | 117 | 5 | Honda     | 172 | 5 | Boé Motorsports                | 210 |

## MotoE

### Kvalifikace
Startovní rošt byl stejný pro oba závody.
| *                                                  | *                                                | *                                                 |
| _______1_______ Mattia Casadei Ducati 1:39.856     |                                                  |                                                   |
|                                                    | _______2_______ Eric Granado Ducati 1:39.923     |                                                   |
|                                                    |                                                  | _______3_______ Jordi Torres Ducati 1:39.954      |
| _______4_______ Alessandro Zaccone Ducati 1:39.967 |                                                  |                                                   |
|                                                    | _______5_______ Kevin Zannoni Ducati 1:40.019    |                                                   |
|                                                    |                                                  | _______6_______ Oscar Gutiérrez Ducati 1:40.030   |
| _______7_______ Nicholas Spinelli Ducati 1:40.118  |                                                  |                                                   |
|                                                    | _______8_______ Héctor Garzó Ducati 1:40.163     |                                                   |
|                                                    |                                                  | _______9_______ Lukas Tulovic Ducati 1:40.192     |
| _______10_______ Matteo Ferrari Ducati 1:40.596    |                                                  |                                                   |
|                                                    | _______11_______ Massimo Roccoli Ducati 1:40.561 |                                                   |
|                                                    |                                                  | _______12_______ Andrea Mantovani Ducati 1:40.657 |
| _______13_______ Kevin Manfredi Ducati 1:40.709    |                                                  |                                                   |
|                                                    | _______14_______ Miquel Pons Ducati 1:31.004     |                                                   |
|                                                    |                                                  | _______15_______ Alessio Finello Ducati 1:41.160  |
| _______16_______ Maria Herrera Ducati 1:41.269     |                                                  |                                                   |
|                                                    | _______17_______ Chaz Davies Ducati 1:41.993     |                                                   |
|                                                    |                                                  | _______18_______ Armando Pontone Ducati 1:42.308  |
| -------------------------------------------------- | ------------------------------------------------ | ------------------------------------------------- |

Zdroj:

### 1. závod
| Pozice | Jezdec             | Kola | Čas       | Body |
| ------ | ------------------ | ---- | --------- | ---- |
| 1      | Mattia Casadei     | 8    | 13:24.775 | 25   |
| 2      | Alessandro Zaccone | 8    | +0.168    | 20   |
| 3      | Eric Granado       | 8    | +1.125    | 16   |
| 4      | Héctor Garzó       | 8    | +1.401    | 13   |
| 5      | Jordi Torres       | 8    | +1.551    | 11   |
| 6      | Matteo Ferrari     | 8    | +2.868    | 10   |
| 7      | Lukas Tulovic      | 8    | +3.546    | 9    |
| 8      | Oscar Gutiérrez    | 8    | +4.217    | 8    |
| 9      | Nicholas Spinelli  | 8    | +6.704    | 7    |
| 10     | Andrea Mantovani   | 8    | +9.087    | 6    |
| 11     | Miquel Pons        | 8    | +11.625   | 5    |
| 12     | Alessio Finello    | 8    | +12.517   | 4    |
| 13     | Kevin Manfredi     | 8    | +12.856   | 3    |
| 14     | Maria Herrera      | 8    | +12.984   | 2    |
| 15     | Chaz Davies        | 8    | +22.973   | 1    |
| 16     | Armando Pontone    | 8    | +23.376   |      |
| DNF    | Kevin Zannoni      | 6    | Pád       |      |
| DNF    | Massimo Roccoli    | 1    | Pád       |      |
| Zdroj  |                    |      |           |      |

### 2. závod
Massimo Roccoli nenastoupil do druhého závodu, kvůli zraněním ze 1. závodu.
| Pozice | Jezdec             | Kola | Čas       | Body |
| ------ | ------------------ | ---- | --------- | ---- |
| 1      | Oscar Gutiérrez    | 8    | 13:29.676 | 25   |
| 2      | Mattia Casadei     | 8    | +0.109    | 20   |
| 3      | Eric Granado       | 8    | +0.302    | 16   |
| 4      | Jordi Torres       | 8    | +1.381    | 13   |
| 5      | Kevin Zannoni      | 8    | +1.842    | 11   |
| 6      | Matteo Ferrari     | 8    | +1.984    | 10   |
| 7      | Héctor Garzó       | 8    | +2.085    | 9    |
| 8      | Alessandro Zaccone | 8    | +2.522    | 8    |
| 9      | Andrea Mantovani   | 8    | +5.222    | 7    |
| 10     | Miquel Pons        | 8    | +6.773    | 6    |
| 11     | Nicholas Spinelli  | 8    | +8.505    | 5    |
| 12     | Alessio Finello    | 8    | +11.115   | 4    |
| 13     | Maria Herrera      | 8    | +11.385   | 3    |
| 14     | Kevin Manfredi     | 8    | +12.797   | 2    |
| 15     | Chaz Davies        | 8    | +17.650   | 1    |
| 16     | Armando Pontone    | 8    | +17.956   |      |
| 17     | Lukas Tulovic      | 8    | +57.331   |      |
| Zdroj  |                    |      |           |      |

### Stav mistrovství po závodě
Héctor Garzó se v prvním závodě stal mistrem světa MotoE.
| Pohár jezdců | Pohár jezdců       | Pohár jezdců |      | Pohár týmů               | Pohár týmů | Pohár týmů |
| Poz.         | Jezdec             | Body         | Poz. | Tým                      | Body       |            |
| ------------ | ------------------ | ------------ | ---- | ------------------------ | ---------- | ---------- |
| 1            | Héctor Garzó       | 246          | 1    | Dynavolt Intact GP MotoE | 357        |            |
| 2            | Mattia Casadei     | 231          | 2    | LCR E-Team               | 343        |            |
| 3            | Oscar Gutiérrez    | 208          | 3    | Openbank Aspar Team      | 343        |            |
| 4            | Kevin Zannoni      | 191          | 4    | Tech3 E-Racing           | 328        |            |
| 5            | Alessandro Zaccone | 179          | 5    | Axxis – MSi              | 302        |            |